# Leptobrachium boringii
Leptobrachium boringii là một loài lưỡng cư thuộc họ Megophryidae.
Đây là loài đặc hữu của Trung Quốc.
Môi trường sống tự nhiên của chúng là rừng ôn đới, vùng đồng cỏ ôn đới, sông ngòi, đất canh tác, và vườn nông thôn.
Chúng hiện đang bị đe dọa vì mất môi trường sống.

## Hình ảnh

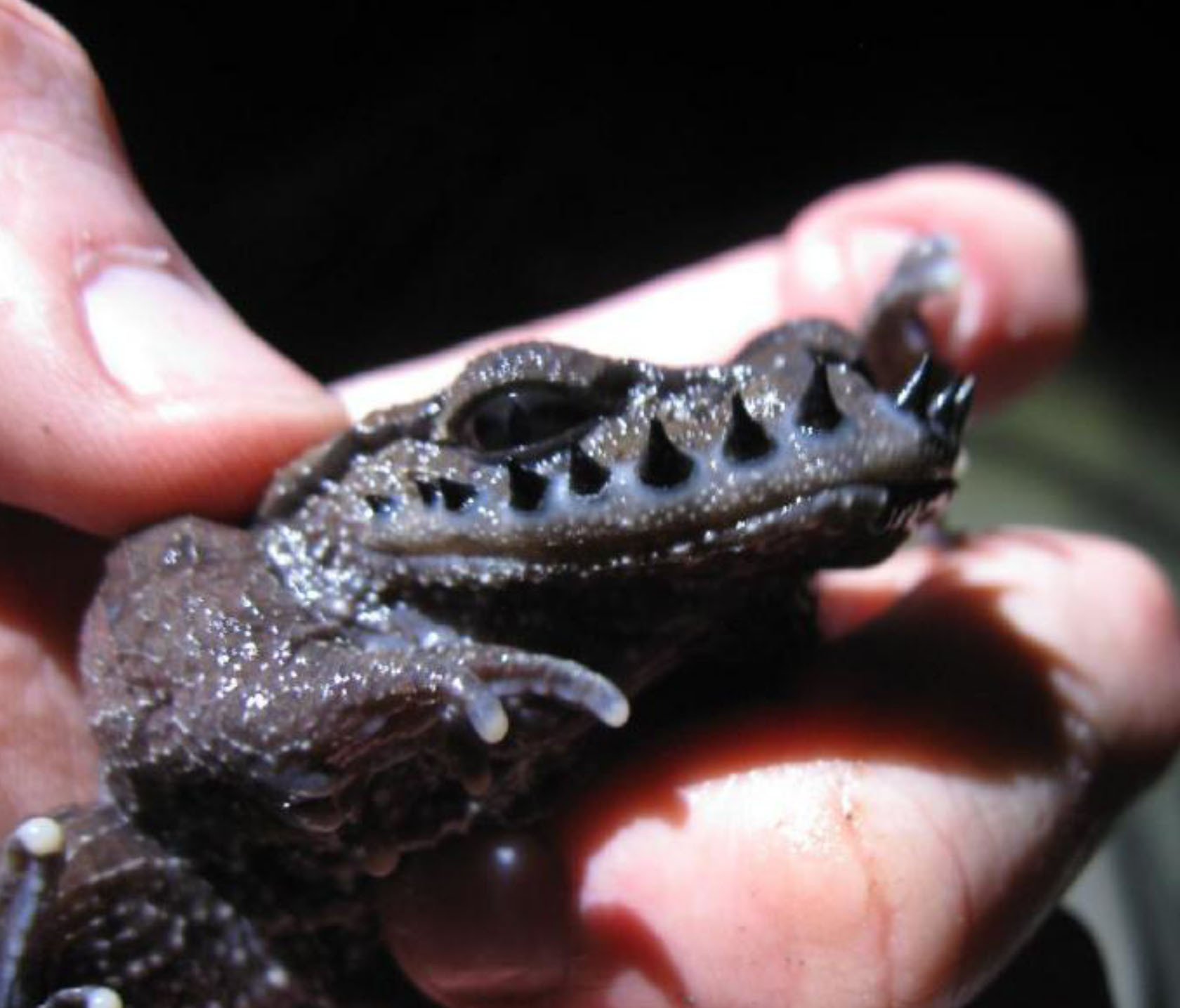